# Good Times Bad Times
Good Times Bad Times („Gute Zeiten, schlechte Zeiten“) ist ein Song der britischen Rockband Led Zeppelin. Er ist der Eröffnungstitel ihres 1969 erschienenen Debütalbums Led Zeppelin.

## Allgemeines
Für das Gitarrensolo verstärkte Gitarrist Jimmy Page seine Fender Telecaster Gitarre mit einem Leslie-Lautsprecher, um einen Wirbeleffekt zu erzeugen. Dieser Typ von Lautsprecher enthält rotierende Lautsprecher und wurde für Hammond-Orgeln entwickelt. Er kann aber auch für Gitarren genutzt werden. Eric Clapton nutzte diese Technik bei dem Cream-Song "Badge" und George Harrison verwendete ihn auf mehreren Beatles-Aufnahmen. In einem Interview, das er der Guitar World gab, erklärte Page:

“I do remember using the board to overdrive a Leslie cabinet for the main riff in 'How Many More Times'. It doesn't sound like a Leslie because I wasn't employing the rotating speakers. Surprisingly, that sound has real weight. The guitar is going through the board, then through an amp which was driving the Leslie cabinet. It was a very successful experiment.”

„Ich erinnere mich, dass ich ein Mischpult zum Übersteuern eines Leslie-Kabinetts für das Hauptriff von 'How Many More Times' benutzt habe. Es klang nicht wie ein Leslie, weil ich keine rotierenden Lautsprecher benutzt hatte. Überraschenderweise hatte der Klang wirklich Wucht. Die Gitarre ging durch ein Mischpult, dann durch einen Verstärker, der das Leslie-Kabinett übersteuerte. Es war ein sehr erfolgreiches Experiment.“

Jimmy Page, der auch der Produzent der Band war, stellte bei der Aufnahme des Songs überall im Studio Mikrophone auf, um einen Live-Klang einzufangen.
Dieser Song ist auch wegen des wiederholten Einsatzes einer Serie von zwei Sechzehntelnotentriolen auf einer einzelnen Bassdrum durch Schlagzeuger John Bonham bekannt, einen Effekt, den viele folgende Rockschlagzeuger imitierten, genauso wie mit dem linken Fuß auf der Hi-Hat über fast den ganzen Song Achtelnoten zu spielen. Bonham hatte diese Technik angeblich nach dem Hören von Vanilla Fudge entwickelt. Er wusste nicht, dass Schlagzeuger Carmine Appice auf einer Doublebassdrum spielte. Wie Jimmy Page erklärte:

“The most stunning thing about the track, of course, is Bonzo's amazing kick drum. It's superhuman when you realize he was not playing with double kick. That's one kick drum! That's when people started understanding what he was all about.”

„Eine wirklich atemberaubende Sache bei diesem Titel ist natürlich Bonzos unglaubliche Bass-Drum. Es ist übermenschlich, wenn man bedenkt, dass er keine Double-Bass-Drum spielte. Das ist eine Bass-Drum! Dann begannen die Leute zu verstehen, um was es sich bei ihm handelte.“

Bassist John Paul Jones erklärte seinen Beitrag zu diesem Titel:

“Usually anything [by Led Zeppelin] with lots of notes was mine and anything with chunky chords was Page's. Things like 'Good Times Bad Times', those are my sort of riffs, they're quite busy.”

„Normalerweise war alles [von Led Zeppelin] mit vielen Noten von mir und alles mit schweren Akkorden von Page. Sachen wie 'Good Times Bad Times' – das ist meine Art von Riff, sie sind ziemlich arbeitsreich.“

"Good Times Bad Times" wurde live kaum komplett gespielt. Gelegentlich wurde der Song im Jahr 1969 als Einleitung für "Communication Breakdown" verwendet. Er taucht auch in fast kompletter Form im "Communication Breakdown"-Medley auf, der im LA Forum am 4. September 1970 aufgeführt wurde. Dort enthält es ein Basssolo von John Paul Jones (zu hören auf den Led Zeppelin bootleg-Aufnahmen Live on Blueberry Hill). Außerdem wurde er in einigen "Whole Lotta Love"-Medleys von 1971 eingebaut. Auf dem Led Zeppelin Reunion-Konzert in der Londoner O2 Arena am 10. Dezember 2007 war "Good Times Bad Times" der Eröffnungssong.
Der Song wird in dem Film The Fighter gespielt. Dies ist einer der seltenen Fälle, dass einer der Songs von Led Zeppelin in einem Film verwendet wird. "Good Times Bad Times" wurde auch im ersten Trailer für den Film American Hustle verwendet, wie auch im Film selbst. In beiden Filmen führte David O. Russell Regie.

## Besetzung
- Jimmy Page – Gitarre, Background-Gesang
- Robert Plant – Gesang
- John Paul Jones – Bass, Background-Gesang
- John Bonham – Schlagzeug, Background-Gesang

## Auszeichnungen
| Veröffentlichung                 | Land       | Auszeichnung                                     | Jahr |
| -------------------------------- | ---------- | ------------------------------------------------ | ---- |
| Bender                           | USA        | "The 1001 Greatest Songs to Download Right Now!" | 2003 |
| Bruce Pollock                    | USA        | The 7,500 Most Important Songs of 1944–2000      | 2005 |
| Gilles Verlant und Thomas Caussé | Frankreich | 3000 Rock Classics                               | 2009 |

## Kommerzieller Erfolg

### Chartplatzierungen
| ChartsChartplatzierungen       | Höchstplatzierung | Wochen |
| ------------------------------ | ----------------- | ------ |
| Vereinigte Staaten (Billboard) | 80 (4 Wo.)        | 4      |

### Auszeichnungen für Musikverkäufe
| Land/Region                  | Auszeichnungen für Musikverkäufe (Land/Region, Auszeichnung, Verkäufe) | Verkäufe |
| ---------------------------- | ---------------------------------------------------------------------- | -------- |
| Neuseeland (RMNZ)            | Gold                                                                   | 15.000   |
| Vereinigtes Königreich (BPI) | Silber                                                                 | 200.000  |
| Insgesamt                    | 1× Silber · 1× Gold ·                                                  | 215.000  |

Hauptartikel: Led Zeppelin/Auszeichnungen für Musikverkäufe

## Coverversionen

### Coverversion von Godsmack
Die Metalband Godsmack coverte den Song 2007 für ihr Album Good Times, Bad Times... Ten Years of Godsmack. Es war der einzige Song auf dem Album, der erneut als Single veröffentlicht wurde. Ein Musikvideo, das auch Liveaufnahmen enthält, wurde für die Version von Godsmack aufgenommen.

### Weitere Coverversionen
- 1970: Aerosmith (at Nipmuc Regional High Schools prom.)
- 1988: Nuclear Assault (Survive)
- 1993: Dread Zeppelin (Hot & Spicy Beanburger)
- 1995: Cracker (Encomium: A Tribute to Led Zeppelin)
- 1998: Candlebox (Live In Boston: Mama Kins [live bootleg])
- 1999: Carl Weathersby (Whole Lotta Blues: Songs of Led Zeppelin)
- 2002: Axxis (The Music Remains the Same: A Tribute to Led Zeppelin)
- 2002: The Section Quartet (The String Quartet Tribute to Led Zeppelin)
- 2003: Phish (Live Phish Volume 20)
- 2004: Joe Lesté (Stairway to Rock: (Not Just) a Led Zeppelin Tribute)
- 2004: Robert Randolph and the Family Band (Bonnaroo: That Tent [live bootleg])
- 2005: Tracy G (Hip Hop Tribute to Led Zeppelin)
- 2006: Bustle in Your Hedgerow (Live at Abbey Pub, 8. Juni 2006)
- 2008: Eric Bloom (Led Box: The Ultimate Led Zeppelin Tribute)
- 2009: Umphrey’s McGee